# Бононя (Люблінське воєводство)
Бононя (пол. Bononia) — село в Польщі, у гміні Горай Білґорайського повіту Люблінського воєводства.
Населення — 223 особи (2011).
У 1975-1998 роках село належало до Замойського воєводства.

## Демографія
Демографічна структура станом на 31 березня 2011 року:
|          | Загалом | Допрацездатний вік | Працездатний вік | Постпрацездатний вік |
| -------- | ------- | ------------------ | ---------------- | -------------------- |
| Чоловіки | 106     | 15                 | 77               | 14                   |
| Жінки    | 117     | 23                 | 68               | 26                   |
| Разом    | 223     | 38                 | 145              | 40                   |